# Jose Baxter
Pour les articles homonymes, voir Baxter.
Jose Baxter, né le 7 février 1992 à Bootle, est un footballeur anglais qui joue au poste de milieu de terrain.

## Biographie

### Everton
Né à Bootle, Baxter a rejoint Everton à l'âge de six ans. Il au centre de formation d'Everton jusqu'en 2008 où il s'entraîne avec l'équipe première en tournée en Suisse et aux États-Unis deux mois après avoir quitté l'école.
Baxter fait ses débuts professionnels pour le club sur lors de la journée d'ouverture de la saison 2008-2009 en tant que remplaçant dans un match à domicile contre Blackburn Rovers, devenant le plus jeune joueur professionnel d'Everton, âgée de 16 ans et 191 jours, battant le record précédemment détenu par son coéquipier James Vaughan et également précédemment occupé par l'ancien joueur d'Everton, Wayne Rooney.
Baxter est nommé pour la première fois dans le onze de départ contre West Bromwich Albion à The Hawthorns, devenant le plus jeune joueur à entamer un match pour Everton. En mars 2009, il prolonge son contrat de deux ans et demi avec Everton. Lors de la saison 2009-2010, il apparait plusieurs fois dans le onze de départ. Il participe également au premier match de l'équipe à Goodison Park en Ligue Europa contre le BATE Borissov.
Il rejoint Tranmere Rovers en prêt en septembre 2011 et marque lors de ses débuts contre Preston North End. Le prêt est prolongé à plusieurs reprises jusqu'en janvier 2012, quand Everton rappelle Baxter.
Il rejette un nouveau contrat avec Everton et est libéré à la fin de la saison 2011-2012. Après un essai à Crystal Palace dans la pré-saison 2012-2013, il est jugé inapte et aucun contrat ne lui est proposé.

### Oldham Athletic
Le 14 septembre 2012, Baxter signe un contrat de quatre mois en troisième division anglaise à Oldham Athletic. Il fait ses débuts pour le club lors de la journée suivante contre Notts County, et marque un but lors de ce même match qui se finira sur le score de 2-2. Le 6 octobre 2012, Baxter marque son deuxième but pour Oldham lors de la victoire 3-1 contre Preston, marquant un coup franc brossé de 22 mètres pour ouvrir le score. Il marque le 20 octobre 2012, un but lors du 2-0 contre Leyton Orient à Boundary Park. Le 23 octobre 2012, lors de la défaite 3-1 face à Carlisle United, il marque sur pénalty. Il marque son cinquième but pour Oldham lors du 1-1 à Crawley Town, le 27 octobre 2012. Grâce à cette série de buts, Baxter commence à intéresser certains club de division supérieure. Cependant, le 12 janvier, Baxter signe un nouveau contrat de deux ans et demi avec Oldham Athletic.

### Sheffield United
Le 29 août 2013, il rejoint Sheffield United. En mai 2015, il est suspendu par le club à la suite d'un résultat positif de dopage. La Fédération anglaise de football lui inflige une suspension de cinq mois en juillet 2015 à la suite de ce contrôle mais le joueur est de nouveau suspendu par son club en février 2016 à la suite d'un nouveau résultat positif.
En fin de contrat en juin 2016, il est libéré par le club après 28 buts inscrits en 121 matchs toutes compétitions confondues.

### Retour à Everton puis à Oldham Athletic
En janvier 2017, Everton offre un contrat de douze mois à Baxter, qui débute lorsque sa suspension prend fin en juillet 2017. Il ne joue aucun match avec l'équipe première d'Everton lors de la saison 2017-2018.
Le 30 mai 2018, il s'engage avec Oldham Athletic.

### Plymouth
Le 25 juillet 2019, il rejoint Plymouth Argyle.

### En sélection
Baxter représente l'Angleterre à deux niveaux, en moins de 16 et 17 ans. Il joue les deux premiers matchs du championnat d'Europe des moins de 17 ans en 2009, mais est suspendu pour le troisième après avoir obtenu deux cartons jaunes.

## Statistiques
| Saison                | Club                  | Championnat           | Championnat | Championnat | Coupe nationale | Coupe nationale | Coupe de la Ligue | Coupe de la Ligue | Compétition(s) continentale(s) | Compétition(s) continentale(s) | Compétition(s) continentale(s) | Total | Total |
| Saison                | Club                  | Division              | M.          | B.          | M.              | B.              | M.                | B.                | Comp.                          | M.                             | B.                             | M.    | B.    |
| 2008-2009             | Everton               | Premier League        | 3           | 0           | 1               | 0               | -                 | -                 | -                              | -                              | -                              | 4     | 0     |
| 2009-2010             | Everton               | Premier League        | 2           | 0           | 0               | 0               | 0                 | 0                 | C3                             | 5                              | 0                              | 7     | 0     |
| 2010-2011             | Everton               | Premier League        | 1           | 0           | 0               | 0               | 1                 | 0                 | -                              | -                              | -                              | 2     | 0     |
| 2011-2012             | Everton               | Premier League        | 1           | 0           | 0               | 0               | 1                 | 0                 | -                              | -                              | -                              | 2     | 0     |
| 2011-2012             | Tranmere Rovers       | League One            | 14          | 3           | 0               | 0               | 0                 | 0                 | -                              | -                              | -                              | 14    | 3     |
| 2011-2012             | Oldham Athletic       | League One            | 34          | 13          | 6               | 2               | 0                 | 0                 | -                              | -                              | -                              | 40    | 15    |
| Total sur la carrière | Total sur la carrière | Total sur la carrière | 55          | 16          | 7               | 2               | 1                 | 0                 | -                              | 5                              | 0                              | 68    | 18    |

## Vie personnelle
Baxter est l'un des trois hommes arrêtés en octobre 2009 à Kirkby pour soupçons de possession de cannabis avec intention de fournir et soupçons de possession de monnaie contrefaite. Il a ensuite été libéré sans inculpation.